# Pelagius (Heiliger)

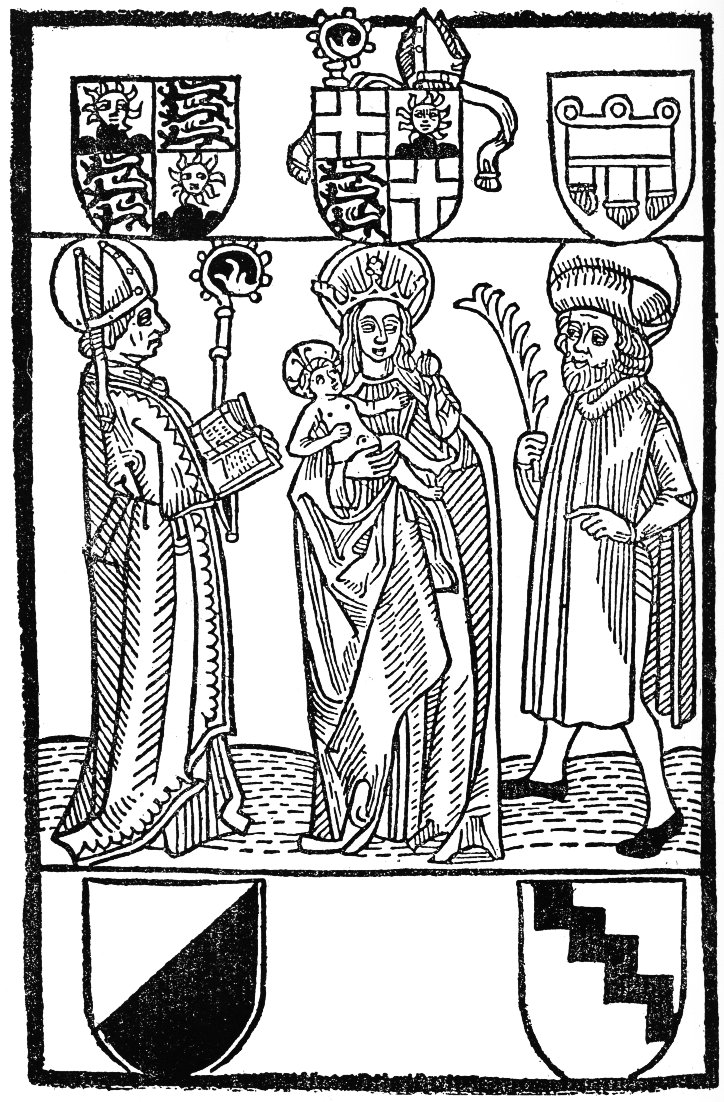
Die Konstanzer Diözesanpatrone St. Konrad, Maria und St. Pelagius (rechts) auf einem bischöflichen Ritenbuch von 1482

Der heilige Pelagius ist Stadtpatron von Konstanz und war Bistumspatron des ehemaligen Bistums Konstanz. Der wahrscheinlich fiktive Katakombenheilige wurde ab dem 5. oder 6. Jahrhundert in Istrien und ab dem 9. Jahrhundert im Bodenseeraum als Märtyrer verehrt.

## Leben
Das Leben des Pelagius ist in stereotypen Heiligenlegenden beschrieben, aus denen sich nichts Verlässliches über seine tatsächliche Existenz oder etwaige Lebensumstände ermitteln lässt. Wichtige Quelle ist Ekkehards IV. Casus Sancti Galli.
Pelagius hatte der Legende nach wohlhabende Eltern und erlitt noch im jugendlichen Alter das Martyrium als verfolgter Christ. Dieses Ereignis soll sich unter dem römischen Kaiser Numerian zugetragen haben, weshalb spätere Historiker sein Todesjahr auf dessen kurze Regierungszeit 283–284 festlegen wollten. Das Ereignis ist historisch nicht belegt, zumal unter Numerian, soweit bekannt, überhaupt keine Christenverfolgungen stattfanden, was die Zweifel an der Historizität des Pelagius vergrößert. Als Ort seines Todes wird Aemona (Emona) in Krain/Pannonien angegeben, das früher mit Novigrad in Istrien gleichgesetzt wurde, heute aber mit dem heutigen Ljubljana (Slowenien) identifiziert wird. Spätere Legenden aus der Bodenseeregion machten Pelagius dann zu einem echten Lokalheiligen, indem sie den Ort des Martyriums nach Konstanz – gelegentlich präzise auf die Dominikanerinsel – verlegten.

## Verehrung

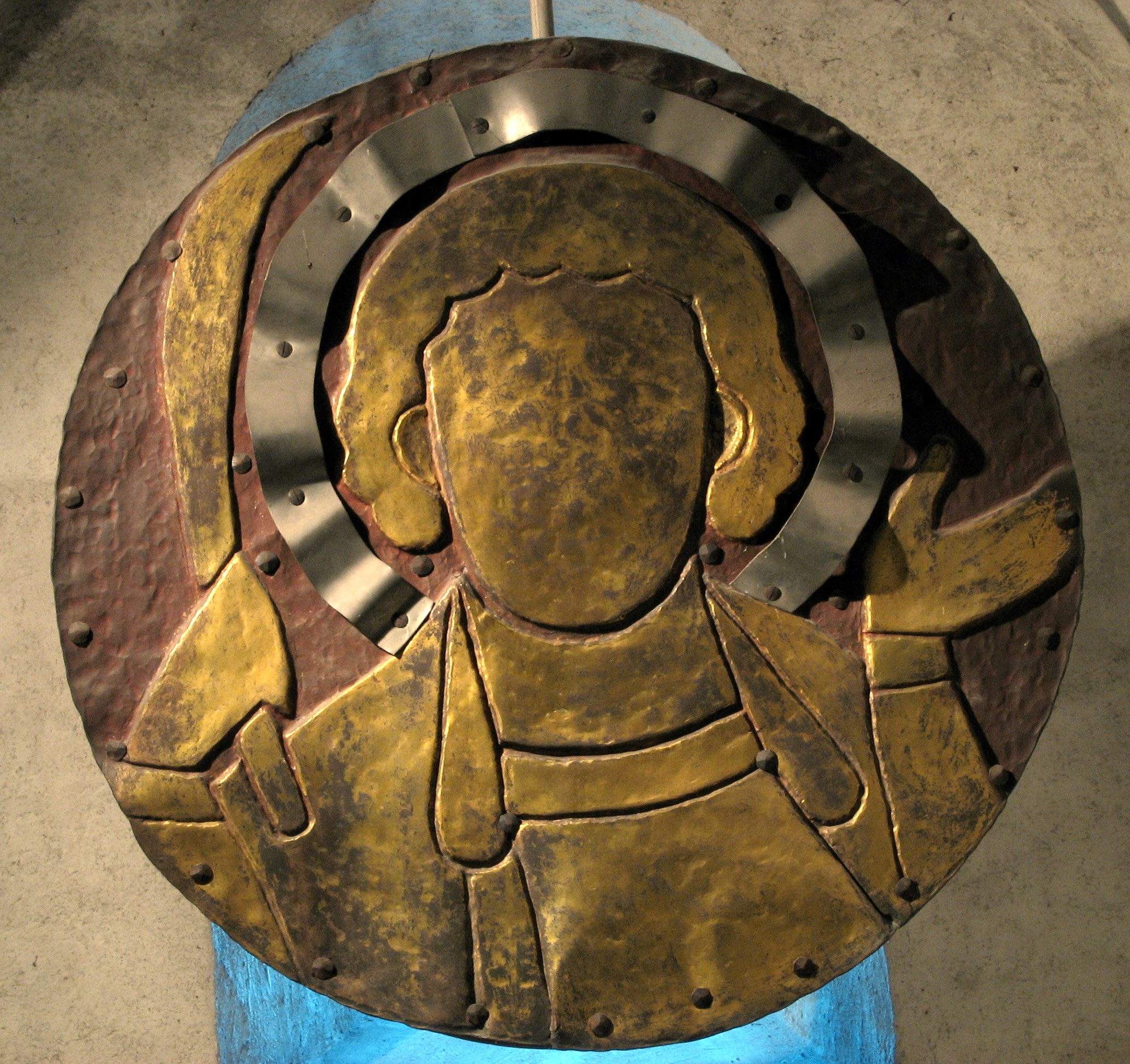
Vergoldete Kupferscheibe mit Pelagius-Brustbild im Konstanzer Münster, 12. oder 13. Jahrhundert

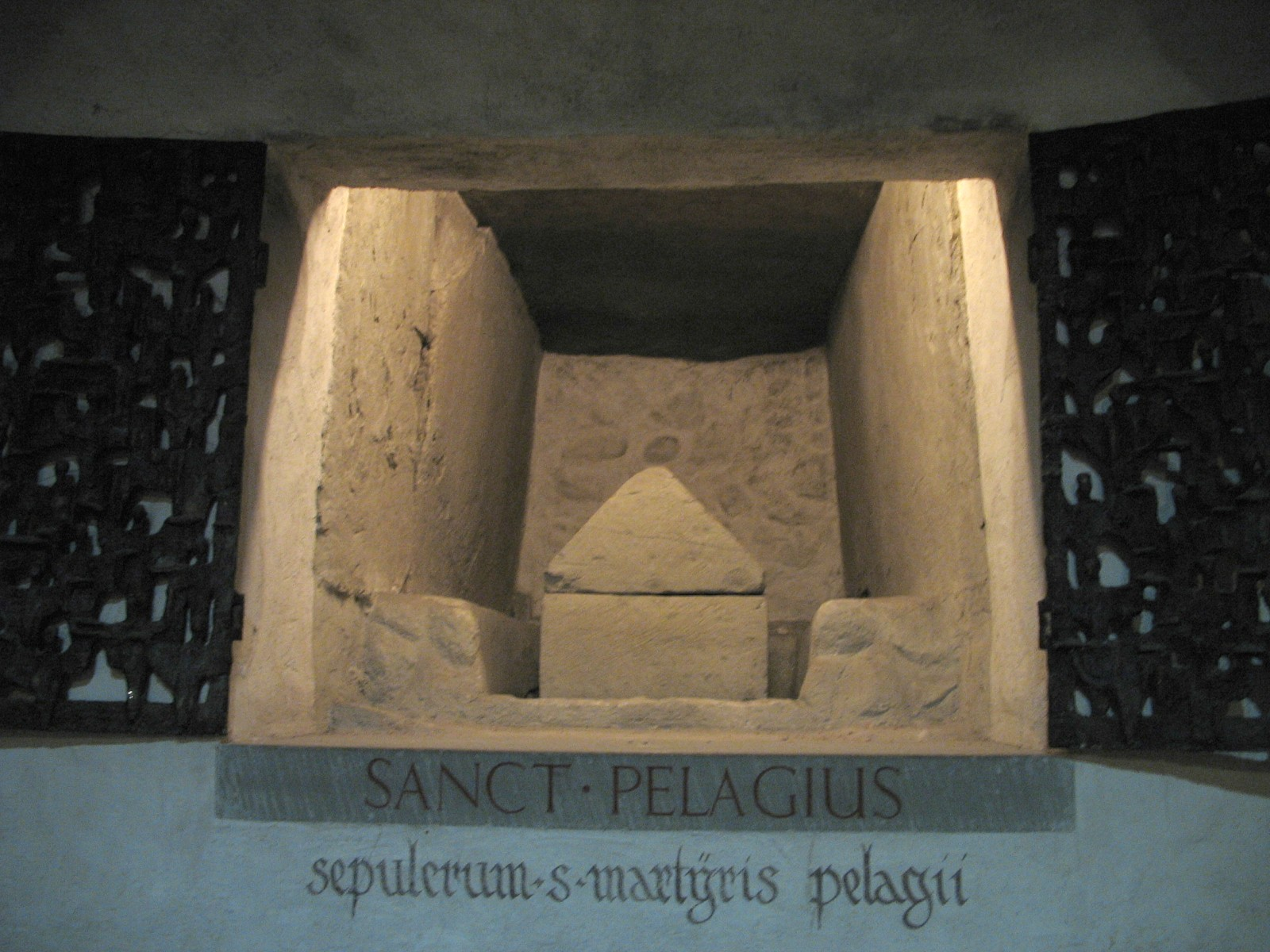
„Pelagiusgrab“ mit nicht originalem Reliquienschrein in der Münsterkrypta

Die früheste Verehrung fand ein Heiliger namens Pelagius in den Bistümern Novigrad (heute Poreč-Pula), Poreč und Triest in Istrien. Die heutige Forschung datiert den Beginn der Pelagiusverehrung in Istrien (letztlich spekulativ) auf das 5. oder 6. Jahrhundert; besonders im Militär war Pelagius, der nun oft selbst als Soldat galt, offenbar recht populär. Dieser Pelagiuskult wurde der Überlieferung nach im Jahr 904, tatsächlich aber wohl bereits mehrere Jahrzehnte früher in den Bodenseeraum importiert und dort zur Entfaltung gebracht.
Für das Kloster St. Gallen gibt es Belege für die Pelagiusverehrung im letzten Viertel des 9. Jahrhunderts. Im Kloster Reichenau wurde Pelagius vielleicht bereits um 850 verehrt. In beiden Klöstern entstanden Viten, deren älteste ins 9. Jahrhundert datiert werden; so ist die Verehrung unter anderem in einer Überarbeitung des Martyrologiums des Wandalbert von Prüm belegt, die zwischen 864 und 899 auf der Reichenau niedergeschrieben wurde. Darin findet sich der Vers:
Urbs Alamannorum recolit Constantia sanctum
Hac quoque Pelagium fuso pro sanguine clarum
Die Stadt der Alemannen Konstanz gedenkt [oder: verehrt wieder]
des heiligen Pelagius, auch in dieser [Stadt] berühmt für sein vergossenes Blut.
Nach der Überlieferung Ekkehards IV. wurde eine Reliquie ersten Grades des Pelagius im Jahr 904 vom Konstanzer Bischof Salomo III. (Amtszeit 890–919) im Rahmen einer Pilgerreise aus Rom nach Konstanz überführt (Translatio).
Die jüngere Forschung nimmt jedoch anhand der obigen Belege für die St. Galler und Reichenauer Verehrung an, dass die Reliquie bereits um die Mitte oder in der zweiten Hälfte des 9. Jahrhunderts unter Bischof Salomo I. (Amtszeit 838?–879) importiert wurde. Salomo I. könnte im gleichen Zug auch das Chorherrenstift St. Pelagius Bischofszell begründet und mit Reliquien ausgestattet haben; die Gründung des Pelagius geweihten Stifts wurde meist Salomo III. zugeschrieben. Bei der (heute nicht mehr erhaltenen) Reliquie handelte es sich nach gängiger Forschungsmeinung wahrscheinlich um die Gebeine eines anonymen Katakombenheiligen aus Rom. Hintergrund der Überführung war der Beschluss des Zweiten Konzils von Nicäa von 787, dass unter jedem Altar Reliquien zu deponieren seien. Für den Bischofssitz war ein eigener Heiliger zudem eine Frage des Prestiges. Mit Pelagius erhielt der Bischofssitz Konstanz somit seinen ersten „Hausheiligen“, dessen Reliquie bald auch Ziel von Pilgerfahrten wurde.
Im 10. Jahrhundert wuchs die Pelagiusverehrung, da Pelagius große Wundertätigkeit zugeschrieben wurde. Im Skriptorium des Klosters St. Gallen und des Klosters Reichenau entstanden in dieser Zeit zahlreiche Texte zum Leben des Pelagius. In Litaneien und Brevieren fand der Heilige Erwähnung. Im 12. Jahrhundert überflügelte der Kult um den einheimischen Bischof Konrad von Konstanz (Heiligsprechung 1123) allmählich die Pelagiusverehrung. Offiziell waren die beiden Patrone jedoch gleichrangig und wurden auch stets nebeneinander dargestellt. Selbst im 17. Jahrhundert führten Schüler des Konstanzer Jesuitengymnasiums noch christliche Schauspiele über sein Leben auf. Mit Ausnahme der Reformationszeit (1522–1548) wurde Pelagius bis ins späte 18. Jahrhundert in der Diözese Konstanz stark verehrt, danach geriet er zunehmend in Vergessenheit, vor allem nach der Aufhebung des Bistums im 19. Jahrhundert. Im Konstanzer Hochamt wird er als Patron aber heute nach wie vor bei Fürbitten erwähnt.
Die Konstanzer Reliquie lag in der Krypta des Konstanzer Münsters in einer Grabkammer, die durch einen senkrechten Schacht mit dem Hauptaltar verbunden war. Dafür besaß die Kirche im Mittelalter einen kostbaren Reliquienschrein. Es wurde regelmäßig bei Prozessionen mitgeführt; am Pelagiustag, dem 28. August, zog man mit der Reliquie ins Kloster Petershausen. Zwei weitere Kultstätten im Münster sind belegt. Reliquie und Schrein gingen um 1530 im Bildersturm während der Reformationszeit verloren; wahrscheinlich wurden sie in den Rhein geworfen und die Schreine eingeschmolzen. Es konnte wohl nichts gerettet werden, da noch 1618 auf Anordnung des Rates der Stadt Rottweil ein Teil der Pelagiusreliquien aus der Basilika St. Pelagius in Rottweil-Altstadt an Weihbischof Jakob Mirgel übergeben wurden. Der heute in der Krypta ausgestellte Reliquienschrein ist ein einfacher Steinsarg unbekannter Herkunft.

## Attribute
In liturgischen Drucken und Bildwerken des Bistums steht Pelagius meist neben den beiden anderen Patronen Maria und St. Konrad. Pelagius wird meist als Ritter oder wohlhabender Bürger dargestellt. Seine ikonografischen Attribute sind ein Palmzweig für das Martyrium, ein Schwert und manchmal ein Buch.

## Gedenktag
Pelagius’ Gedenktag ist der 28. August im Regionalkalender für das Erzbistum Freiburg. In Konstanz wird das Patroziniumsfest am 1. September begangen, in Novigrad am 28. August.

## Patrozinien

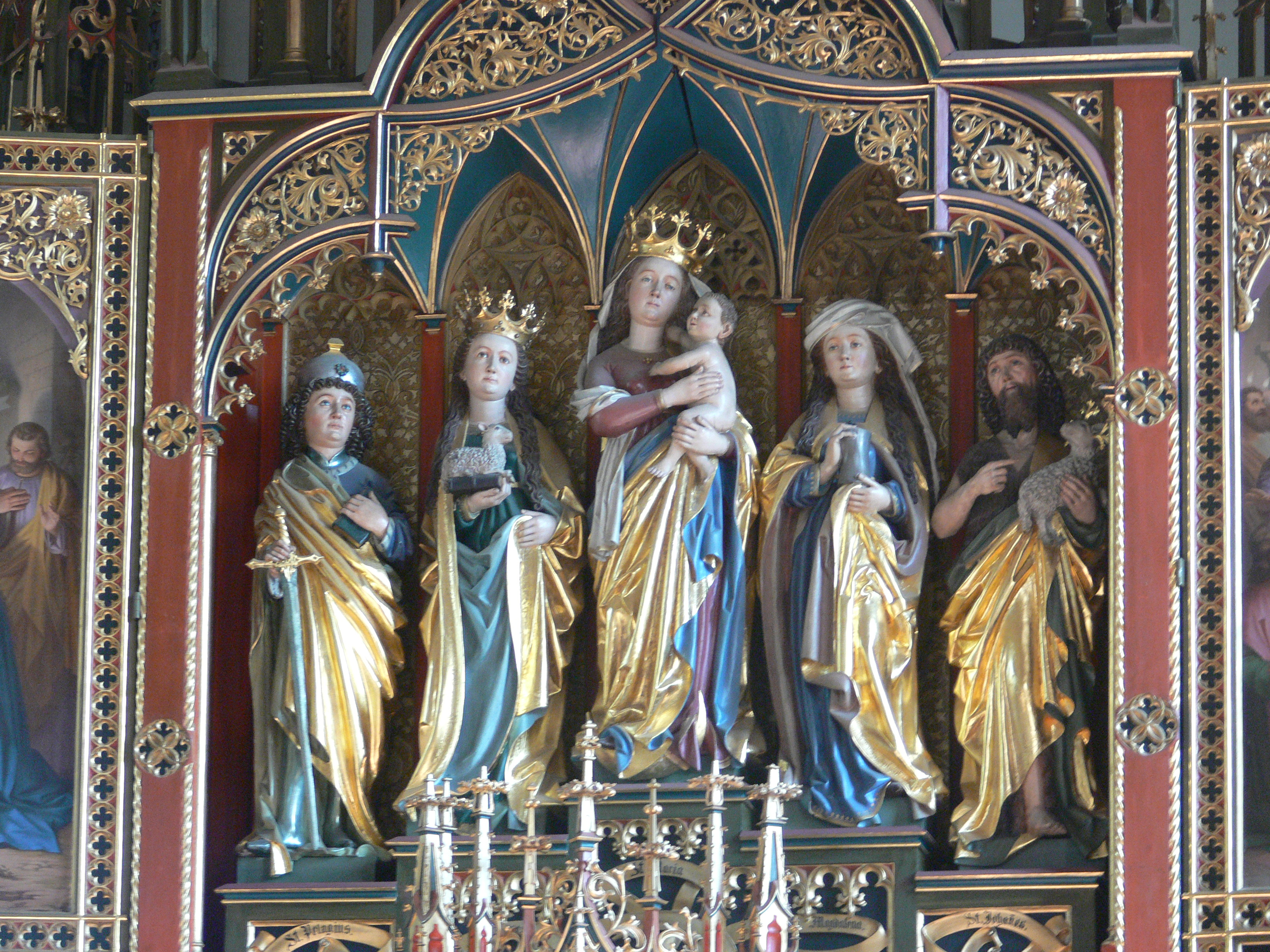
Spätgotische Schreinfiguren des Hochaltars der Pfarrkirche St. Pelagius, Weitnau (Ulmer Schule, um 1471). Ganz links St. Pelagius

Pelagius war Patron des 1821 aufgelösten Bistums Konstanz, der Stadt Konstanz und des Konstanzer Münsters. Vor allem im Gebiet des ehemaligen Bistums, also in Südwestdeutschland und der Nordschweiz, finden sich heute noch Kirchen, die unter seinem Patrozinium stehen. In den meisten Klöstern und in vielen Pfarrkirchen des Bistums wurde Pelagius verehrt, häufig durch die Weihe eines Altars.
Liste der Patrozinien: siehe Pelagiuskirche